# بوبي ديلون
بوبي ديلون (بالإنجليزية: Bobby Dillon)‏ هو لاعب كرة قدم أمريكية أمريكي، ولد في 23 فبراير 1930 في تمبل في الولايات المتحدة.

## وصلات خارجية
- بوبي ديلون على موقع مرجع كرة القدم المحترفة.كوم (الإنجليزية)